# Jane G. Austin
Jane Goodwin Austin (25 de febrero de 1831-30 de marzo de 1894) fue una escritora estadounidense. Escribió 24 libros y una gran cantidad de relatos. Durante su vida fue amiga de varios reconocidos autores, incluyendo a Ralph Waldo Emerson, Nathaniel Hawthorne y Louisa May Alcott.

## Biografía
Las obras más populares de Austin fueron sus historias de peregrinos, para las cuales se basó en la tradición familiar, la investigación de archivos y una imaginación creativa. Al convertirse en especialista en peregrinos, Austin se comprometió en sus últimos años a desarrollar su historia. Cuatro de sus libros: Standish of Standish, Betty Alden, The Nameless Nobleman y Dr. Le Baron and his Daughters, cubren la época desde el desembarco de los peregrinos en Plymouth Rock en 1620 hasta los días de la Revolución de las Trece Colonias, en 1775. Un quinto volumen fue desarrollado para completar la serie.
Escribió un gran número de historias para revistas y algunos poemas. Sus principales libros fueron: Fain-Dreams (Boston, 1859); Dora Darling (Boston, 1865); Outpost (Boston, 1866); Tailor Boy (Boston, 1865); Cypher (Nueva York, 1869); The Shadow of Moloch Mountain (Nueva York, 1870); Moon-Folk (Nueva York, 1874); Mrs. Beauchamp Brown (Boston, 1880); The Nameless Nobleman (Boston, 1881) Nantucket Scraps (Boston, 1882); Standish of Standish (Boston. 1889); Dr. Le Baron and his Daughters (Boston, 1890) y Betty Alden (Boston, 1891). Aunque era una escritora prolífica, siempre escribió con cuidado y en un estilo acabado. Sus contribuciones a la literatura de la primera época de Nueva Inglaterra poseían un valor excepcional gracias a su conocimiento íntimo de los pioneros de las colonias orientales, obtenido a través de una lectura y una tradición minuciosas.
Sus últimas obras tratan casi totalmente de personajes de la historia colonial y revolucionaria. En el momento de su muerte, se encontraba escribiendo una historia sobre la suerte de los Alden y otros personajes de la colonia de Plymouth en la migración a Little Compton o a Sakonnet Point, Rhode Island.

## Obras selectas

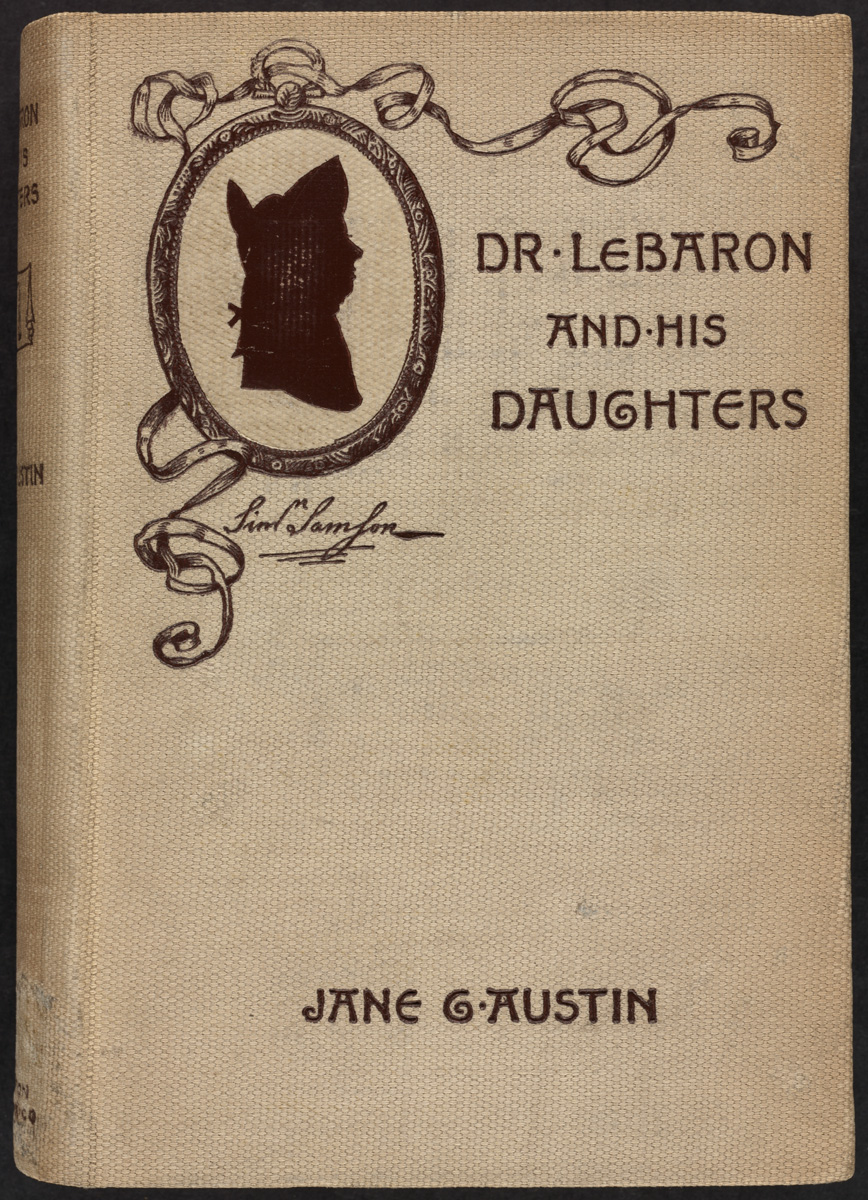
Dr. Le Baron and his daughters (1890)

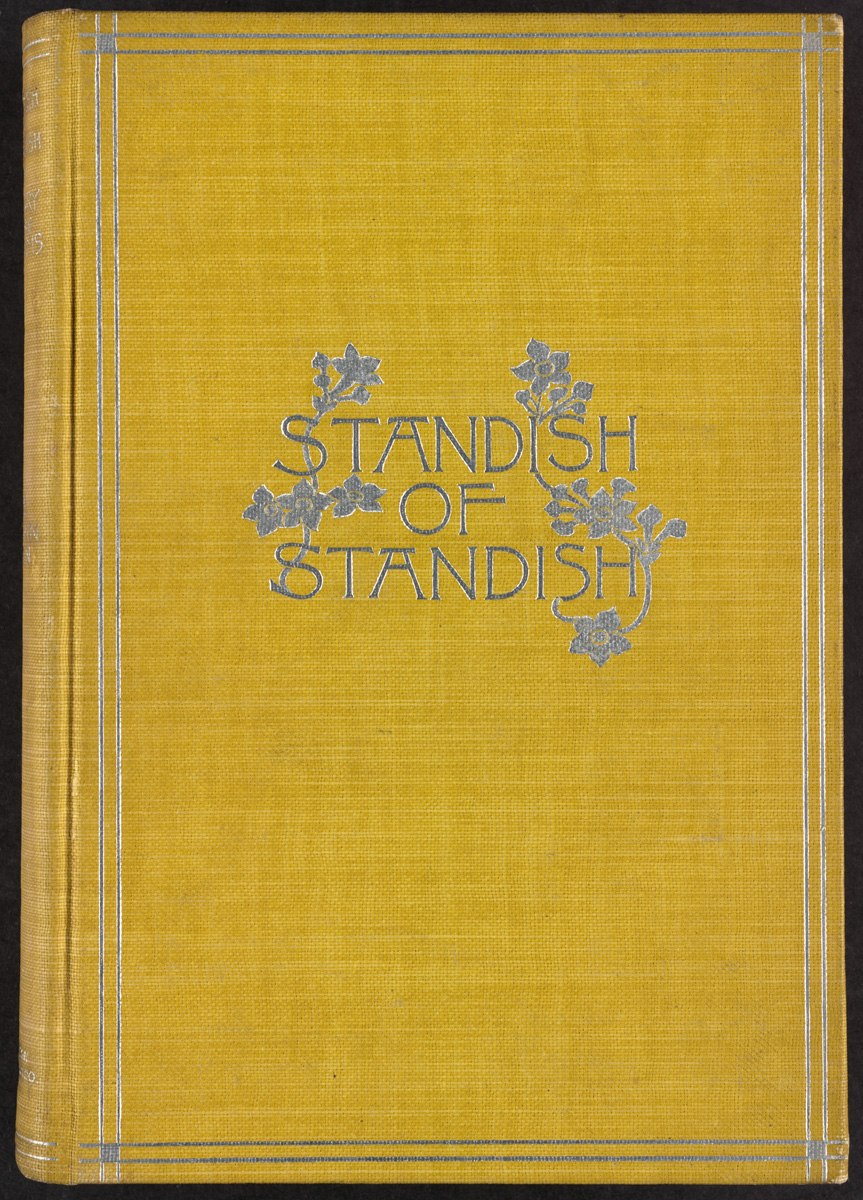
Standish of Standish (1895)

- Fairy Dreams; or, Wanderings in Elf-Land. Boston: Tilton, 1859.
- Kinah's Curse! Or, The Downfall of Carnaby Cedars. Boston: Elliott, Thomes & Talbot, 1864.
- The Tailor Boy. J. E. Tilton & Co, 1865.
- Dora Darling: The Daughter of the Regiment. Boston: Tilton, 1865.
- The Novice; or, Mother Church Thwarted. Boston: Elliott, Thomes & Talbot, 1865.
- The Outcast; or, The Master of Falcon's Eyrie. Boston: Elliott, Thomes & Talbot, 1865.
- Outpost. Boston: Tilton, 1867.
- Cipher: A Romance. Nueva York: Sheldon, 1869.
- The Shadow of Moloch Mountain. Nueva York: Sheldon, 1870.
- Moonfolk: A True Account of the Home of the Fairy Tales. Nueva York: Putnam, 1874.
- Mrs. Beauchamp Brown. Boston: Roberts Brothers, 1880.
- A Nameless Nobleman. Boston: Osgood, 1881.
- The Desmond Hundred. Boston: Osgood, 1882.
- Nantucket Scraps: Being the Experiences of an Off-Islander, in Season and Out of Season, Among a Passing People. Boston: Osgood, 1883.
- The Story of a Storm. Nueva York: Lupton, 1886.
- Standish of Standish: A Story of the Pilgrims. Boston: Houghton Mifflin, 1889.
- Dolores. Nueva York: Lupton, 1890.
- Dr. LeBaron and His Daughters. Boston: Houghton, Mifflin, 1890.
- Betty Alden: The First Born Daughter of the Pilgrims. Boston: Houghton, Mifflin, 1891.
- David Alden's Daughter and Other Stories of Colonial Times. Boston: Houghton, Mifflin, 1892.
- It Never Did Run Smooth. Nueva York: Lupton, 1892.
- Queen Tempest. Nueva York: Ivers, 1892.
- The Twelve Great Diamonds. Nueva York: Lupton, 1892.
- The Cedar Swamp Mystery. Nueva York: Lupton, Lovell, 1901.